# 월드 사이버 게임즈 2013
월드 사이버 게임즈 2013(World Cyber Games 2013)은 2013년 11월 28일부터 12월 1일까지 중화인민공화국 쿤산시에서 개최된 e스포츠 대회이다. 리그 오브 레전드가 도타 2를 대체하여 다시 정식 종목에 포함되었으며, 슈퍼 스트리트 파이터 IV가 추가 되었고, 월드 오브 탱크가 프로모션 종목에서 정식 종목으로 전환되었다.
2014년 WCG가 폐지되면서 마지막 대회가 되었다. 이후 2019년 WCG로 다시 부활했지만 2001년~2013년의 영광은 결국 되찾지 못했다.

## 종목

### 정식 종목
- 크로스파이어
- FIFA 14
- 리그 오브 레전드
- 스타크래프트 II: 자유의 날개
- 슈퍼 스트리트 파이터 IV
- 워크래프트 III: 프로즌 쓰론
- 월드 오브 탱크

### 프로모션 종목
- Assault Fire
- QQ Speed

## 결과
| 종목 및 메달                 | Gold                 | Silver               | Bronze         | 4위            |
| 크로스파이어                 | QCES.QQVIP           | MSI EVOLUTION GAMING | HG.QQVIP       | ABSOLUTE       |
| FIFA 14                      | FG\|TNII             | Schiewe              | PATAN          | dignitasWalton |
| 리그 오브 레전드             | CJ Entus Blaze       | OMG                  | Team WE        | Lyon Gaming    |
| 스타크래프트 ll: 군단의 심장 | Soulkey              | Sora                 | PartinG        | Jim            |
| 슈퍼 스트리트 파이터 lV      | Fuudo                | EMP Dieminion        | Humanbomb      | FV Chuan       |
| 워크래프트 lll: 프로즌 쓰론  | TH000                | Moon                 | FoCuS          | EleGaNt        |
| 월드 오브 탱크               | Team Dignitas        | Team WUSA            | Fulcrum Gaming | IMMORTALS1     |
| Assault Fire                 | SteelSeries*Class302 | EP                   | Game7 e-sports | TNC Gaming     |
| QQ Speed                     | TAN Weiyi            | Li Xudong            |                |                |

## 순위
| 나라명         | 금메달 | 은메달 | 동메달 |
| -------------- | ------ | ------ | ------ |
| 대한민국       | 2      | 2      | 2      |
| 중화인민공화국 | 2      | 1      | 2      |
| 우크라이나     | 1      |        |        |
| 일본           | 1      |        |        |
| 이란           | 1      |        |        |
| 독일           |        | 2      |        |
| 미국           |        | 1      | 1      |
| 필리핀         |        | 1      |        |
| 아르헨티나     |        |        | 1      |
| 홍콩           |        |        | 1      |